# Мужская сборная Эстонии по баскетболу 3×3
Мужская сборная Эстонии по баскетболу 3×3 представляет Эстонию на международных соревнованиях по баскетболу 3×3. Управляющим органом является Федерация баскетбола Эстонии.
По состоянию на 7 сентября 2024, мужская сборная Эстонии по баскетболу 3×3 занимает 81-е место в мировом рейтинге ФИБА мужских сборных по баскетболу 3×3.

## Результаты выступлений
| Турнир                             | Золото | Серебро | Бронза | Всего |
| ---------------------------------- | ------ | ------- | ------ | ----- |
| Чемпионат мира по баскетболу 3×3   | —      | —       | —      | —     |
| Чемпионат Европы по баскетболу 3×3 | —      | —       | —      | —     |
| Европейские игры                   | —      | —       | —      | —     |
| Итого                              | —      | —       | —      | —     |

### Чемпионат мира по баскетболу 3×3
| Год            | Место          | Игры           | Победы         | Поражения      | Состав команды                                                    |
| -------------- | -------------- | -------------- | -------------- | -------------- | ----------------------------------------------------------------- |
| Афины 2012     | 17             | 5              | 1              | 4              | Indrek Kajupank, Mario Polusk, Illimar Pilk, Andre Pàrnc          |
| Москва 2014    | 10             | 6              | 4              | 2              | Martin Dorbek, Indrek Kajupank, Ardi Oja, Siim Raudla             |
| 2016           | не участвовали | не участвовали | не участвовали | не участвовали | не участвовали                                                    |
| Нант 2017      | 14             | 4              | 1              | 3              | Erik Luts, Mario Polusk, Jaagup Toome, Sander Viilup              |
| Bocaue 2018    | 9              | 4              | 3              | 1              | Martin Dorbek, Joonas Järveläinen, Maik-kalev Kotsar, Jaan Puidet |
| Амстердам 2019 | 15             | 4              | 1              | 3              | Martin Dorbek, Joonas Järveläinen, Karl Lips, Rannar Raap         |
| 2022—н. в.     | не участвовали | не участвовали | не участвовали | не участвовали | не участвовали                                                    |

### Чемпионат Европы по баскетболу 3×3
| Год           | Место          | Игры           | Победы         | Поражения      | Состав команды                                        |
| ------------- | -------------- | -------------- | -------------- | -------------- | ----------------------------------------------------- |
| Бухарест 2014 | 8              | 4              | 2              | 2              | Martin Dorbek, Renato Lindmets, Ardi Oja, Siim Raudla |
| 2016—2019     | не участвовали | не участвовали | не участвовали | не участвовали | не участвовали                                        |
| Париж 2021    | 7              | 3              | 1              | 2              | Rait Laane, Karl Lips, Oliver Metsalu, Jaan Puidet    |
| 2022—н. в.    | не участвовали | не участвовали | не участвовали | не участвовали | не участвовали                                        |

### Европейские игры
| Год         | Место | Игры | Победы | Поражения | Состав команды                                               |
| ----------- | ----- | ---- | ------ | --------- | ------------------------------------------------------------ |
| Баку 2015   | 13    | 4    | 0      | 4         | Martin Dorbek, Renato Lindmets, Ardi Oja, Siim Raudla        |
| Минск 2019  | 14    | 3    | 1      | 2         | Kristjan Evart, Egert Haller, Renato Lindmets, Sander Viilup |
| Краков 2023 | 9     | 3    | 2      | 1         | Hendrik Eelmäe, Robin Kivi, Oliver Metsalu, Jaan Puidet      |